# Юлдашев, Баходыр Турсунович
Баходыр Турсунович Юлдашев (узб. Bahodir Tursunovich Yoʻldoshev, Йўлдошев; 7 сентября 1945 года, Каттакурган, Самаркандская область, Узбекская ССР — 16 мая 2021 года) — узбекский и советский актёр театра и кино, театральный режиссёр.
Заслуженный деятель искусств Узбекской ССР (1979), Народный артист Узбекистана (1993). Лауреат Государственной премии имени Хамзы, кавалер орденов «Буюк хизматлари учун», «Мехнат шухрати», «Фидокорона хизматлари учун» и «Эл-юрт хурмати», почётный член Международный академии наук промышленности, образования и искусства в США.

## Биография
Родился 7 сентября 1945 года в городе Каттакурган Самаркандской области Узбекской ССР в семье народной артистки Республики Узбекистан Ширин (Сорахон) Мелиевой и актёра Турсуна Юлдашева.
После окончания режиссёрского отделения Ташкентского театрально-художественного института в 1970 году стажировался в БДТ у Товстоногова. С 1970 работал режиссёром в Узбекском академическом театре имени Хамзы, в котором стал работать с 1966, когда, будучи студентом, полгода работал реквизитором, потом осветителем, а в 1974, в возрасте 28 лет, назначен главным режиссёром этого театра, за что был назван самым молодым главным среди всех «академиков» бывшего Союза.
В 1983 создал Республиканский театр сатиры им. А. Каххара, став его художественный руководителем.
С 1984 года работал главным режиссером театра «Еш гвардия» (Молодая гвардия), переименованного в театр имени А. Хидоятова, а потом в Узбекский драматический театр им. Аброра Хидоятова. Там он поставил «Проделки Майсары» (Хамза), «Фармонбиби обиделась» («Фармонбиби аразлади»), «Тайны паранджи», «Черный пояс», «Искандер», «Фиридун», «Нодирабегим», «Шелковый путь», которые имели огромный успех на многих международных театральных фестивалях.
С 1992 года несколько раз был главным режиссёром-постановщиком международного музыкального фестиваля «Шарк Тароналари». В 1994 году в качестве режиссёра-постановщика участвовал в праздничных торжествах по случаю 600-летия со дня рождения Мирзо Улугбека. Также в 1995 году поставил празднование Новруз, а в 1996 году — 660-летие со дня рождения Тамерлана
В 2009 году основал театр-студию «Дийдор», где учились основам театрального искусства многие будущие мастера узбекского искусства, в котором работал худруком до самой смерти.
Его спектакль «Бунт невесток» («Келинлар қўзғолони», Саид Ахмад) был показан более 1000 раз
Умер 16 мая 2021 года в возрасте 76 лет.

## Фильмография
- 1971 — «Когда остановилась мельница» — Гаиб
- 1977—1984 — сериал «Огненные дороги» — Алчинбек
- 1981 — «Встреча у высоких снегов» — Мухтаров
- 1981 — «Золотое руно» — Куркмас
- 1982 — «Переворот по инструкции 107» — следователь
- 1985 — «Долгое эхо в горах» — Умаркул
- 1986 — «Охота на дракона» — Карлос
- 1986 — «Алмазный пояс» — Шерзод
- 1987 — «Горечь падения» — Усманов
- 1989 — «Охота на единорога»
- 2003 — «Великан и коротышка»

Выступил режиссёром комедии «Непутевый муж» (1999—2000).

## Награды
- 1979 — Заслуженный деятель искусств Узбекской ССР
- 1989 — Государственная премия Узбекской ССР имени Хамзы[4]
- 1993 — Народный артист Узбекистана[5]
- 1998 — Орден «Мехнат шухрати» («Трудовая слава»)
- 2019 — Орден «Буюк хизматлари учун» (За выдающиеся заслуги)[6]
- Орден «Фидокорона хизматлари учун» («За бескорыстную службу»),
- Орден «Эл-юрт хурмати» («Уважаемому народом и Родиной»)
- Государственная премия имени Хамзы